# Rethera manifica
Rethera manifica är en fjärilsart som beskrevs av Brandt 1938. Rethera manifica ingår i släktet Rethera och familjen svärmare. Inga underarter finns listade.